# Seybothenreuth
Seybothenreuth là một đô thị ở huyện Bayreuth bang Bayern nước Đức. Đô thị Seybothenreuth có diện tích 17,44 km², dân số thời điểm ngày 31 tháng 12 năm 2006 là 1370 người.